# Terremoto de Arica de 1831
El Terremoto de Arica de 1831 ocurrió el 8 de octubre de 1831 y afectó al extremo sur del Perú: parte de Arequipa, Moquegua, Tacna y Arica (esta última actualmente en Chile). Gobernaba entonces en el Perú el mariscal Agustín Gamarra. 

## Consecuencias
En Arica hubo varios muertos y heridos a consecuencia del desplome de varias casas. Se sintió hasta Arequipa y algunas ciudades de Bolivia como Sucre y Oruro. También se sintió en Lima, pero más leve. Casi dos años más tarde, el 18 de septiembre de 1833, ocurrió otro terremoto en la misma región, pero de mayor intensidad.